# Харије
Харије (словен. Harije, итал. Carìe) је насељено место у општини Илирска Бистрица, Приморско-нотрањска регија, Словенија.

## Историја
До територијалне реорганизације у Словенији биле су у саставу старе општине Илирска Бистрица.

## Становништво
У попису становништва из 2011. године, Харије је имало 275 становника.
| Број становника према пописима | Број становника према пописима | Број становника према пописима |
| ------------------------------ | ------------------------------ | ------------------------------ |
| 1991                           | 2002                           | 2011                           |
| 272                            | 288                            | 275                            |

Напомена: Године 2006. смањен за део насеља који је спојен са издвојеним деловима из насеља Подбеже, Сабоње и Томиње у ново самостално насеље Залчи.